# Björn Wirdheim
Björn Karl Michael Wirdheim, švedski dirkač, * 4. april 1980, Växjö, Švedska.
Björn Wirdheim se je rodil 4. aprila 1980 v švedskem mestu Växjö. V sezoni 2002 je nastopal v Formuli 3000, prvo zmago je dosegel na zadnji dirki sezone, s še dvema uvrstitvama na stopničke pa je dosegel četrto mesto v dirkaškem prvenstvu. V naslednji sezoni 2003 pa je dosegel svoj za zdaj največji dirkaški naslov z osvojitvijo naslova prvaka v Formuli 3000 s tremi zmagami in šestimi drugimi mesti, ki ga je osvojil z veliko prednostjo zaradi svoje konstantnosti, saj je bil le na eni dirki v sezoni slabši od drugega mesta. Ta uspeh mu je tudi prinesel sedež testnega in kasneje tretjega dirkača v moštvu Formule 1 Jaguar Racing. Tretji dirkač je bil na dveh dirkah v sezoni 2003 in vseh dirkah sezone 2004, toda po umiku Jaguarja iz Formule 1 ni več dobil priložnosti. V sezoni 2005 je nastopal v ameriški seriji Champ Car, kjer je zasedel dvanajsto mesto v dirkaškem prvenstvu v moštvu, ki se je celo sezono otepalo finančnih težav. V sezonah 2006 in 2007 je nastopal v japonski seriji Formula Nippon, kjer je dosegel šesto in deveto mesto v dirkaškem prvenstvu.

## Dirkaški rezultati

### Formula 3000
(legenda) (odebeljene dirke pomenijo najboljši štartni položaj, poševne pa najboljši štartni položaj)
| Leto | Moštvo | Šasija      | Motor         | Gume | 1     | 2     | 3     | 4     | 5       | 6     | 7     | 8       | 9     | 10    | 11      | 12    | DC | Toč |
| ---- | ------ | ----------- | ------------- | ---- | ----- | ----- | ----- | ----- | ------- | ----- | ----- | ------- | ----- | ----- | ------- | ----- | -- | --- |
| 2002 | Arden  | Lola B02/50 | Zytek-Judd KV | A    | BRA 5 | SMR 7 | ESP 8 | AUT 2 | MON Ret | EUR 6 | GBR 6 | FRA Ret | GER 2 | HUN 4 | BEL Ret | ITA 1 | 4. | 29  |
| 2003 | Arden  | Lola B02/50 | Zytek-Judd KV | A    | SMR 1 | ESP 2 | AUT 2 | MON 2 | EUR 13  | FRA 2 | GBR 1 | GER 2   | HUN 2 | ITA 1 |         |       | 1. | 78  |

### Formula 1
(legenda)
| Leto | Moštvo        | Šasija      | Motor        | 1      | 2      | 3      | 4      | 5      | 6      | 7     | 8      | 9      | 10     | 11    | 12     | 13     | 14     | 15     | 16     | 17     | 18     | Prv | Toč |
| ---- | ------------- | ----------- | ------------ | ------ | ------ | ------ | ------ | ------ | ------ | ----- | ------ | ------ | ------ | ----- | ------ | ------ | ------ | ------ | ------ | ------ | ------ | --- | --- |
| 2003 | Jordan Ford   | Jordan EJ13 | Ford V10     | AVS    | MAL    | BRA    | SMR    | ŠPA    | AVT    | MON   | KAN    | EU     | FRA    | VB    | NEM    | MAD    | ITA TD | ZDA TD | JAP    |        |        | -   | -   |
| 2004 | Jaguar Racing | Jaguar R5   | Cosworth V10 | AVS TD | MAL TD | BAH TD | SMR TD | ŠPA TD | MON TD | EU TD | KAN TD | ZDA TD | FRA TD | VB TD | NEM TD | MAD TD | BEL TD | ITA TD | KIT TD | JAP TD | BRA TD | -   | -   |

| Športni dosežki                | Športni dosežki         | Športni dosežki              |
| ------------------------------ | ----------------------- | ---------------------------- |
| Predhodnik: Sébastien Bourdais | Prvak Formule 3000 2003 | Naslednik: Vitantonio Liuzzi |